# Дометій (візантійський єпископ)
Дометій (грец. Δομέτιος, лат. Dometius) — Візантійський єпископ у 272–284 роках.
Був братом римського імператора Проба. Прийнявши християнство, поїхав до Візантія, де зустрівся з єпископом Титом і згодом увійшов до числа духовенства. Після смерті Тита став візантійським єпископом.
Помер у 284 році. Його наступником став Руфін.
Мав двох синів — Проба та Митрофана, які згодом теж стали візантійськими єпископами